# الأولياء (كتاب)
الأولياء. كتاب ألفه ابن أبي الدنيا، يدور كلامه حول فضل الأولياء، وما لهم في الدنيا والآخرة، وما هي صفاتهم الأساسية، وأنهم أخفياء، أتقياء، متصفون بكل جميل، ثم ذكر شيئًا من قصص الصالحين والأبرار، وحكايات الزهاد، وما له من أخبار وكرامات، وما وقع لبعض الأولياء من ذلك.

## وصف الكتاب ومنهجه
اشتمل هذا الكتاب على (121) نصًا مسندًا، ما بين مرفوع وموقوف ومقطوع، تدور في مجموعها حول فضل الأولياء، وما لهم في الدنيا والآخرة، وما هي صفاتهم الأساسية، وأنهم أخفياء، أتقياء، متصفون بكل جميل، ثم ذكر شيئًا من قصص الصالحين والأبرار، وحكايات الزهاد، وما له من أخبار وكرامات، وما وقع لبعض الأولياء من ذلك.
كل هذا يسرده المؤلف سردًا، دون أن يقسم الكتاب إلى أبواب، ودون أن يضع لجزئياته تراجم أو عناوين، وحتى مادة الكتاب لم تنسق بشكل مرتب؛ فقد تجد نصين أو أكثر في جزئية واحدة من الموضوع، ومع ذلك فأحدهم في موضع, والآخر يبعد عنه جدًا.
والمؤلف لا يعتني بانتقاء ما صح من النصوص، ولا حتى ينقد ما يذكر منها من ضعيف أو يشير إلى ضعفه، عذره في ذلك أن أحاديث الرقائق والزهد ونحوها قد تسامح فيها بعض المحدثين، وهو ممن يذهب هذا المذهب.

## فهرس الموضوعات
- الله يدافع عن أوليائه الصالحين
- اليسير من الرياء شرك
- صفات أولياء الله
- ثلاث خصال توصل لولاية الله
- أهل الجنة كل ضعيف مستضعف
- الذين إذا رؤوا ذكر الله
- وصف عيسى عليه السلام لأولياء الله
- كرامة معاوية الليثي
- أهل المعافاة في الدنيا والآخرة
- خير الجلساء
- مفاتيح ذكر الله
- خيار عباد الله
- كرامة محمد بن سيرين
- وصف موسى عليه السلام لأولياء الله
- الله لا يلقي حبيبه في النار
- أفضل عمل في الدنيا
- أولياء الله في يوم القيامة
- أصل الرياء حب المحمدة
- كرامة لعبد أسود
- كرامة لفتح الموصلي
- صفات الأبدال
- كرامة لأبي قلابة الجرمي
- قدرة الله عز وجل
- من كرامات إسحاق بن أبي نباتة
- حب الله يسهل كل مصيبة
- اللهم الق طلحة بن البراء تضحك إليه
- أكرم الخلائق على الله
- فضل عبد الله ذي البجادين
- فضل مصعب بن عمير رضي الله عنه
- من كرامات أولياء الله
- صفة رسول الله صلى الله عليه وسلم
- من كرامات إبراهيم بن أدهم
- وصف الحسن البصري لأولياء الله
- من كرامات عباد بني إسرائيل
- كرامة ولي من أولياء الله

## وصلات خارجية
- كتاب الأولياء لابن أبى الدنيا على يوتيوب.